# Женская сборная Беларуси по баскетболу 3×3
Женская сборная Беларуси по баскетболу 3×3 представляет Беларусь на международных соревнованиях по баскетболу 3×3. Управляющим органом является Белорусская федерация баскетбола.
По состоянию на 9 сентября 2024, женская сборная Беларуси по баскетболу 3×3 занимает 62-е место в мировом рейтинге ФИБА женских сборных по баскетболу 3×3.

## Результаты выступлений
| Турнир                             | Золото | Серебро | Бронза | Всего |
| ---------------------------------- | ------ | ------- | ------ | ----- |
| Чемпионат Европы по баскетболу 3×3 | —      | —       | —      | —     |
| Европейские игры                   | 0      | 0       | 1      | 1     |
| Итого                              | 0      | 0       | 1      | 1     |

### Чемпионат Европы по баскетболу 3x3
| Год           | Место          | Игры           | Победы         | Поражения      | Состав команды                                                        |
| ------------- | -------------- | -------------- | -------------- | -------------- | --------------------------------------------------------------------- |
| 2014—2017     | не участвовали | не участвовали | не участвовали | не участвовали | не участвовали                                                        |
| Бухарест 2018 | 11             | 2              | 0              | 2              | Natallia Dashkevich, Darya Mahalias, Aryna Masko, Anastasiya Sushchyk |
| Дебрецен 2019 | 6              | 3              | 2              | 1              | Natallia Dashkevich, Hanna Lapo, Darya Mahalias, Anastasiya Sushchyk  |
| 2021—н. в.    | не участвовали | не участвовали | не участвовали | не участвовали | не участвовали                                                        |

### Европейские игры
| Год        | Место          | Игры           | Победы         | Поражения      | Состав команды                                                               |
| ---------- | -------------- | -------------- | -------------- | -------------- | ---------------------------------------------------------------------------- |
| 2015       | не участвовали | не участвовали | не участвовали | не участвовали | не участвовали                                                               |
| Минск 2019 | 3              | 6              | 4              | 2              | Natallia Dashkevich, Maryna Ivashchanka, Darya Mahalias, Anastasiya Sushczyk |
| 2023       | не участвовали | не участвовали | не участвовали | не участвовали | не участвовали                                                               |